# Archaeopurcellia eureka
Genre
Espèce
Archaeopurcellia eureka, unique représentant du genre Archaeopurcellia, est une espèce d'opilions cyphophthalmes de la famille des Pettalidae.

## Distribution
Cette espèce est endémique d'Australie-Méridionale. Elle se rencontre vers Adelaide dans le parc national Cleland.

## Description
Le mâle holotype mesure 2,09 mm et la femelle paratype 2,41 mm.

## Systématique et taxinomie
Cette espèce a été décrite par Giribet, Shaw, Lord et Derkarabetian en 2022.
Ce genre a été décrit par Giribet, Shaw, Lord et Derkarabetian en 2022 dans les Pettalidae.

## Publication originale
- Giribet, Shaw, Lord & Derkarabetian, 2022 : « Closing a biogeographic gap: a new pettalid genus from South Australia (Arachnida : Opiliones : Cyphophthalmi : Pettalidae) with a UCE-based phylogeny of Cyphophthalmi. » Invertebrate Systematics, vol. 36, no 11, p. 1002–1016.